# Савез Срба Словеније
Савез Срба Словеније (скр. ССС) (словен. Zveza Srbov Slovenije) кровна је и највећа организација друштава Срба у Словенији.

## Историја
Савез Срба Словеније основан је 2019. године у Љубљани, са циљем да буде кровна и обједињујућа организација свих облика удруживања Срба у Словенији, да их достојно представља пред словеначким институцијама и да допринесе друштву земље боравка, али и очувању српског идентитета, културе и језика и везама са матичном земљом. Оснивање Савеза подржало је чак двадесет пет српских друштава која делују на подручју Словеније.
Оснивачка скупштина је била догађај који је оцењен као веома битан за јединство српског народа, али и историју српско-словеначких односа. Скупштини су, између осталих, присуствовали и тадашњи митрополит загребачко-љубљански Порфирије, генерални секретар председника Републике Србије Никола Селаковић, амбасадорка Србије у Словенији Зорана Влатковић, дипломате и друге угледне званице.
Актуелни председник Савеза Срба Словеније је економиста мср Владимир Кокановић, који ту функцију обавља од 2020. године.
Остали органи Савеза су Председништво, Извршни одбор, Генерални секретаријат, Надзорни одбор, Дисциплинска комисија и Савет. Конститутивни документи Савеза су Статут и Пословник.

## Активности
Српски народ заузима важан положај у савременом словеначком друштву. Срби су успешни на разним пољима – у култури, здравству, привреди, туризму, спорту, инфромационим технологијама, медијима... У историјско-географској области Бела Крајина аутохтони су народ од XV века, а у целој земљи најбројнији странци. Због тога се Савез залаже за признавање српског народа као националне мањине у Словенији, чиме би му се побољшао друштвено-политички положај и његовим припадницима омогућило двојно држављанство. Увођење српског језика као допунског у словеначким основним школама и упознавање српске деце из Словеније, али и словеначке јавности, са идентитетом и свеукупном баштином Срба додатни су циљеви којима Савез стреми.
Зарад њиховог остварења, Савез организује предавања широм Словеније и екскурзије деце у Србију и из Србије у Словенију и сарађује и са друга два савеза српских друштава у Словенији, Српском православном црквом, Организацијом српских студената у иностранству, бројним српским и словеначким институцијама.
Савез је организатор Свесрпског сабора у Словенији, манифестације културе коју приређује уз помоћ Управе за сарадњу с дијаспором и Србима у региону МСП РС, али и хуманитарног пројекта „Подржи хероје!”